# Grace Is Gone
Grace Is Gone is een Amerikaanse dramafilm uit 2007 geschreven en geregisseerd door James C. Strouse. De productie werd genomineerd voor Golden Globes voor de beste filmmuziek en het beste originele nummer, beide van de hand van Clint Eastwood. Ze won daadwerkelijk prijzen voor beste dramafilm en voor het scenario op het Sundance Film Festival en een Satellite Award voor het beste originele nummer.

## Verhaal
Stanley Phillips (John Cusack) werkt als bedrijfsleider bij warenhuis Home Store. Hij wilde van jongs af aan eigenlijk zijn land en de idealen waar hij denkt dat het voor staat dienen in het leger, maar werd hiervoor geweigerd vanwege zijn slechte ogen. Zijn echtgenote Grace werkt daarentegen wel voor de Amerikaanse krijgsmacht en is uitgezonden naar de Irakoorlog. Philips is in de Verenigde Staten achtergebleven met zijn gewone baan en met de zorg voor hun dochtertjes Heidi (12) (Shélan O'Keefe) en Dawn (Gracie Bednarczyk) (8). Deze voedt hij met veel liefde maar ook met een rotsvast geloof in discipline op.
Het noodlot blijkt te hebben toegeslagen wanneer op een dag kapitein Riggs (Doug Dearth) en kapelaan Johnson (Doug James) bij Philips aanbellen namens het leger. Zij komen hem meedelen dat Grace bij gevechten in Irak gewond is geraakt en aan haar verwondingen is overleden. Philips krijgt daarmee de klap van zijn leven.
Philips heeft geen idee hoe hij zijn dochtertjes het slechte nieuws moet vertellen. In plaats daarvan raakt hij in paniek en zet hij ze in de auto, zijn werk en hun school compleet negerend. Hij neemt ze mee op een reisje waarin hij allerlei wensen van zijn meisjes vervult, zoals nieuwe kleren en een bezoek aan pretpark Enchanted Gardens. Terwijl zij zich vermaken, worstelt Philips met de vraag hij zijn dochters moet vertellen dat hun moeder niet meer terugkomt. Oudste dochter Heidi voelt vanaf het begin van hun reis aan dat er iets aan de hand is wat haar vader niet vertelt. Haar vermoeden wordt bevestigd wanneer hij haar na een telefoongesprek vertelt dat hij haar lerares aan de lijn had, terwijl Heidi weet dat die met zwangerschapsverlof is.

## Rolverdeling
- Alessandro Nivola - John Philips, Stanleys met compleet andere idealen behepte broer
- Marisa Tomei - Vrouw aan het zwembad
- Dana Lynne Gilhooley - Grace Philips
- Katie Honaker - Grace's stem